# 이언 우즈넘

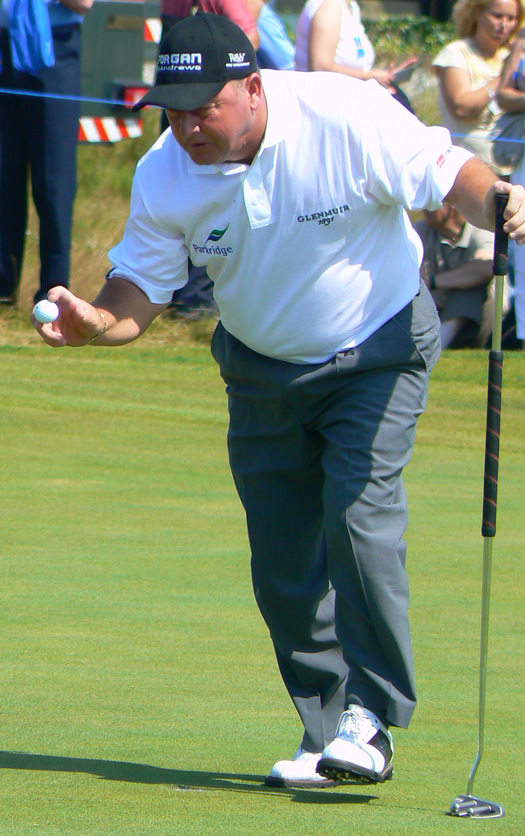
이언 우즈넘 (2009년)

이언 우즈넘(영어: Ian Woosnam, OBE, 1958년 3월 2일 ~ )은 영국 웨일스의 골프 선수로, 1991년 매스터스 토너먼트 챔피언이다.
1987, 1990, 1991년 BBC 올해의 웨일스 스포츠인(BBC Wales Sports Personality of the Year)에 선정되었다.

## 서훈
- 1992년 대영 제국 훈장 5등급(MBE)[1]
- 2007년 대영 제국 훈장 4등급(OBE)[2]